# Дефендент

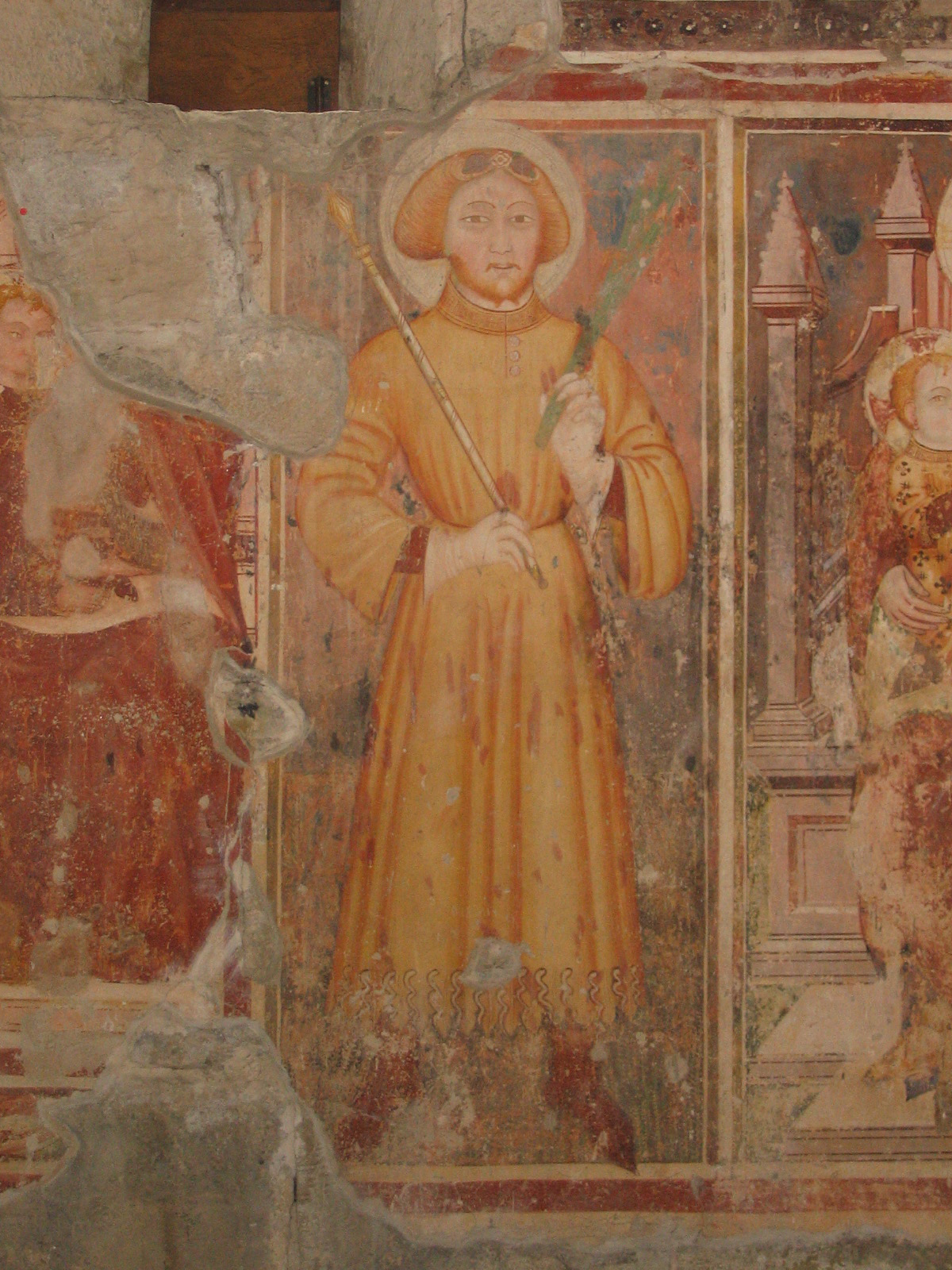
Святой Дефендент, фреска в храме св. Георгия в Альменно-Сан-Сальваторе

Дефендент (ум. ок. 287 года) — святой мученик, воин Фивейского легиона. День памяти — 2 января.
Святой Дефендент пострадал вместе с иными воинами Фивейского легиона во времена императора Максимиана.
Весьма почитаем на севере Италии, в частности, в Кивассо, Казале-Монферрато, Новара, Лоди и других местах. Изображается в воинских одеждах с пальмой мученика в руке. Ему молятся от волков и пожара.